# Raión de Chágoda
El raión de Chágoda (ruso: Чагодо́щенский райо́н) es un distrito administrativo (raión) ruso perteneciente a la óblast de Vólogda. Se ubica en el suroeste de la óblast. Su capital es Chágoda.
En 2023, el raión tenía una población de 11 110 habitantes. El raión es limítrofe al noroeste con la óblast de Leningrado y al oeste y sur con la óblast de Nóvgorod.

## Subdivisiones
Comprende los asentamientos de tipo urbano de Chágoda (la capital) y Sazónovo y 89 localidades rurales. Tres cuartas partes de los habitantes del raión viven en los dos asentamientos de tipo urbano, separados 5 km entre ellos. Debido a esta concentración urbana, desde 2022 el autogobierno local del raión toma la forma jurídica de ókrug municipal, de forma que un solo ayuntamiento con sede en Chágoda ejerce su jurisdicción sobre todo el raión.
Antes de 2022, el raión se dividía en cuatro ayuntamientos. Chágoda y Sazonovo tenían cada uno su propio ayuntamiento urbano, en ambos casos sin pedanías, mientras que las 89 localidades rurales se repartían entre dos asentamientos rurales: Bélyye Krestý y Pervomaiski (este último con sede en Smerdomski).